# Fabbri tuareg
I fabbri (o, meglio, gli artigiani) costituiscono una delle caste della società tradizionale dei Tuareg. Si tratta di un gruppo rigidamente endogamico e che viene considerato "esterno" alla tradizionale ripartizioni in tribù della società tuareg.

## Il nome
Il nome tuareg degli appartenenti a questa classe è inăḍăn (singolare enăḍ/enhăḍ). Si tratta di un termine assai antico. Già nelle più antiche iscrizioni libiche (RIL 1.7) si trova l'espressione nbṭn n zl, corrispondente al punico h-nškm š-brzl "i fonditori di ferro". E anche se nei dialetti berberi del nord il termine è quasi dovunque scomparso, soppiantato da prestiti arabi come aḥeddad o da altri termini formati sulla radice di "ferro" (uzzal), come amzil, alcune tracce rimangono ad, esempio nel dialetto arabo di Tlemcen, dove "fabbro" si dice nyaṭi, una parola che non ha alcuna etimologia araba e rappresenta sicuramente un prestito dai parlari indigeni (Marçais 1902: 287).
Dal momento che oggi il termine enăḍ ha un senso abbastanza generico di "artigiano", si suole distinguere tra inăḍăn ən təẓoli (lett. "artigiani del ferro"), specializzati nella metallurgia, non solo del ferro ma eventualmente anche dell'argento e dei gioielli, inăḍăn ən tălaq ("artigiani dell'argilla"), specializzati nella lavorazione della terracotta, e inăḍăn n ašək ("artigiani del legno"; ma più spesso si usa allora il termine tămnănnăḍ), esperti di falegnameria ed ebanisteria.

## Latenăṭ
Una caratteristica degli artigiani tuareg è quella di utilizzare tra loro, a mo' di gergo, una sorta di lingua segreta, denominata tenăṭ.
Come spesso avviene con lingue di questo tipo, le strutture fonetiche, morfologiche e sintattiche della lingua base (in questo caso la tamashek) rimangono inalterate, mentre le maggiori trasformazioni si osservano nel lessico. D. Casajus (1989) ha dedicato un articolo all'argomento, raccogliendo 126 termini di tenăṭ, insieme ad una descrizione delle principali caratteristiche di questo gergo.
Le modificazioni principali consistono nel fatto che i nomi possono essere derivati dai corrispondenti nomi tuareg mediante un infisso -aw-, e i verbi mediante un infisso -gl-.